# 今川宇宙
今川 宇宙（いまがわ うちゅう、1996年12月3日 - ）は、日本の女優、声優、タレント、イラストレーターである。旧芸名、天川 宇宙。本名はスポーツ紙やTV番組「有吉ゼミ」などで明かされたことがあるが、2019年6月現在、本人の意向では公表が望まれていない。
静岡県生まれの東京都育ち。父は歌手、俳優の西郷輝彦。異母兄姉は辺見鑑孝、辺見えみり。

## 来歴
2013年、「宇宙戦士ちゃん」名義でインターネット上にてイラスト掲載やモデルの活動を開始。
2014年、講談社主催の女性アイドルオーディション「ミスiD2015」にて選考委員の岸田メルによる個人賞「岸田メル賞」を受賞する。親族関係について明かしたのはこの受賞後である。
2015年まで天川宇宙（エイジアプロモーション所属）として活動していた。2016年に「今川宇宙」に改名。
2016年、父・西郷輝彦の初代マネージャーだった相澤秀禎が創業したサンミュージックに所属する。
2017年2月、アニメソングを手掛けるアーティスト「黒魔」とユニット「よるごはん探検隊」を結成し音楽分野へ進出。デビュー曲「夜明けの声を探して」）。2017年10月8日に東京・外神田の3331ArtsChiyodaで初ライブを開催。「DJモーモーミルク」名義でDJ活動をしている。月刊今川宇宙という主催トークイベントも開催。
2018年から、音楽バンド・今川宇宙の夢日記（2019年1月27日に「ほろよひ音楽堂」から改名、前身は、ほろよひスキップ）でボーカルを務める。その他、舞台・CM・MVといった様々なジャンルで活躍している。
2020年5月より劇団「大人の麦茶」へ加入。
2020年5月、YouTubeチャンネル「宇宙放送」を開設。
2020年7月でサンミュージックを円満退所する。
2021年12月、DASHエンターテイメント事業部に所属。同時期に、自身が主催する劇団「よいやみなべ」を旗揚げ。脚本・演出家としての活動をスタートする。
2024年2月、劇団「大人の麦茶」を退団する。

## 人物

### 人間関係
辺見えみりとは異母姉妹だが、2人の父である西郷輝彦が亡くなってから親交を深めるようになった。

### 趣味
ゲーム・イラスト・B級スポット巡り・文章を書くこと・アニメ・映画鑑賞・読書・歌・食べること。

### 特技
イラスト・ドット絵・文章。

### 愛読書
高校生の頃から読んでいる江國香織の著書「落下する夕方」を何度も読み返し、そのたびに違う感情が湧きあがってくるという。一番好きなのは「夏のひかり」。
公式ブログ内では自身が描いた絵や、舞台初日の様子も披露されている。

## 出演

### CM
- 明治屋「父の日キャンペーン」WEB広告（2016年）
- ユピテル
  - ユピッてる篇（2017年）
  - ITパレット「空から登場篇」（2018年）

### テレビ
- 踊る!さんま御殿!!（2016年、2018年7月31日、日本テレビ）
- アップデート大学（2016年、テレビ朝日）
- 有吉反省会（2016年、日本テレビ）
- イチオシ！2泊3日の旅（2016年、BS日テレ）
- 徹子の部屋（2017年、テレビ朝日）
- 西郷輝彦ふらり親子旅〜京都編〜（2017年、BS-TBS）
  - 西郷輝彦ふらり親子旅〜奈良編〜
- ダウンタウンDX　2世芸能人大集合SP（2018年、読売テレビ）
- 有吉ゼミ（2018年、日本テレビ）
- ポケモンの家あつまる?（2018年12月24日、テレビ東京）
- オザワナイト（2020年4月10日、2020年4月17日、2020年4月24日　TBS）
- 実話怪談倶楽部 The LIVE（2020年5月22日、フジテレビONE）
- 晩酌の流儀 第2話（2022年7月9日、テレビ東京）
- 育休刑事 第8話（2023年6月6日、NHK総合・NHK BS4K） - 妊婦 役
- 25時、赤坂で（2024年4月19日 - 6月21日、テレビ東京） - 川田明日香 役[20]
  - 25時、赤坂で Season2（2025年10月2日〈予定〉 - 、テレビ東京）[21]

### 映画
- Tokyo Internet Love（2016年）
- 木島町コンフィデンシャル（2017年）
- こえをきかせて（2019年）
- 泣いたことがないなんて嘘つきめ（2021年）
- Out of TOKYO 202x（2022年3月12日） - 短編映画[22]
- みんな笑え（2025年2月8日）[23]

### 舞台
- シズ☆ゲキ「ストライド」（2016年7月6日 - 10日、築地ブディストホール）
- アリスインプロジェクト「GIRLS TREK[24]」（2016年12月7日 - 11日、新宿・シアターブラッツ） - ラル 役
- ユーキース･エンタテインメント「ロードス島戦記[25]」（2017年1月6日 - 14日、新宿・紀伊国屋サザンシアター） - ファーム 役
- バードランドミュージックエンタテインメント「りさ子のガチ恋♡俳優沼」（2017年8月5日 - 13日、新宿・シアターモリエール） - 愛子 役
- 劇団たいしゅう小説家15周年記念第7弾「ライター・オブ・ゴースト」（2017年10月11日 - 15日、大塚・萬劇場） - 佐野シキ 役
- ガールズハイパーミュージカル
  - 　「タイラー！」（2017年11月21日 - 26日、新宿・シアターブラッツ） - ジャスティ・ウエキ・タイラー 役 / アザリン 役
    - 「タイラー△ （トライアングル）」（2018年9月19日 - 23日、築地ブディストホール） - ユリコ・スター 役（日替わりゲスト）

  - 「LOVE ME DOLL」（2018年3月21日 - 25日、新宿・シアターブラッツ） - サルの次郎 役
- 大人の麦茶
  - 第24杯目公演　第28回下北沢演劇祭参加作品「いやですだめですいけません」（2018年2月2日 - 12日、下北沢・「劇」小劇場） - 児玉剣 役
  - 第26杯目公演「おもったことは、なかったです」（2019年5月29日 - 6月3日、下北沢 ザ・スズナリ） - 井戸菜摘 役
  - 第27杯目公演「やっと味がする。」（2020年1月22日 - 29日　下北沢ザ・スズナリ） - 近藤たから 役
  - FLYING COLUMN　音楽朗読劇『雲の切れ目からのぞいた町』（2020年10月19日 - 21日、THE SHOJIMARU） - 真宵 役
  - 第28杯目公演「お後がよろしくありますように」（2021年4月14日 - 25日、下北沢ザ・スズナリ） - 南所見風 役
- 松岡雅士：舞台『でかいばあちゃん』（2018年8月14日 - 19日、大塚ドリームSHOW） - 高田まゆ 役
- ピウス企画「ペインコレクター」（2018年10月17日 - 21日、シアターグリーン） - 細谷藍里 役
- ミュージカル「ふたり阿国」（2019年3月29日 - 4月15日、明治座） - 満珠 役
- 池袋演劇祭大賞受賞団体作品 劇団SHOW特急第12回公演「真田十勇伝-令和元年-」（2019年9月4日 - 8日、あうるすぽっと） - お清 役
- 晩餐ヒロックス8thStage「昔々ルーツ」（2019年9月19日 - 23日、中野ザ・ポケット） - タイコ姫 役
- オザワミツグ演劇　第後回お披露目「貧しくて困ってる人よりも優先だ、ゆけーストレス怪獣！」（2020年3月4日 - 9日、Geki地下Liberty） - 日ノ本愛子 役(A班)
- オンライン配信企画「Miss iD×若手映画監督＝短編演劇～自分らしさを手放さない女の子たち～」「はるちゃん、あのね」（作・演出：鳥皮ささみ、2020年7月5日、浅草九劇） - はるちゃん 役
- 配信演劇　Gahornz Remake1 「ヒミツ」〜配信版〜（2020年8月15日・16日・23日） - 柏崎びわ 役
- ZOOM演劇　Living×LIVE #3　第2部　「Daughters~黄色い笑顔のリモヘル嬢~」（2020年9月7日） - 馬島真琴 役
- 配信即興劇　Gahornz Creation Live（2020年12月28日 - 30日、THE SHOJIMARU）
- UDA☆MAP「ガールズトーク☆アパートメント2020[26]」（2021年6月16日 - 21日、池袋・シアターKASSAI） - 祖師枝胡桃 役[27]
- 一人芝居「こんなことがありました（仮）」（作‣演出 前田司郎 2021年10月23日 - 24日　新宿眼科画廊 スペースO）[28]
- 劇ユニット パワイン 第一回公演「いえまね」（2022年5月25日 - 29日、荻窪・オメガ東京） - 秋山凪 役[29][30]
- 大逆転！戦国武将誉賑（2025年9月20日 - 10月19日〈予定〉、明治座 / 11月8日 - 24日〈予定〉、大阪・新歌舞伎座） - 井伊直虎 役[31][32]

### ラジオ
- さわやかツアーpresents『聴くディランミュージックスペシャルin超ドSフェスタしずおか』

### web動画
- Microsoft　PLAY ! Office　第3弾もし宇宙人が地球レポートをまとめたら
- Haier　恋する家電ハイアール
- dsaf Tana 吉田豪「豪の部屋」ゲスト：今川宇宙 2019年06月25日 猫舌SHOWROOM- 2019年6月25日公開
- はなしばい　第六弾『結局わたし』日野祥太×今川宇宙×デルフィニューム

### モデル活動
- BALMUNG（モデル）
- シブカル祭。（VJ）
- zigg 服屋（モデル）
- ミスiD2015 ※岸田メル個人賞受賞
- chloma 2014-15aw（モデル）
- オスカル祭＠渋谷PARCO（ライブ）
- MaltineRecords より「平行宇宙マジカルプラネッツ」リリース
- 大森靖子「イミテーションガール」（MV 出演）
- NHK Eテレ「岩井俊二のMOVIE ラボ」
- 朝日放送「ゲーム王」
- ラブリーサマーちゃん「私の好きなもの」（MV 出演）
- KYUN_KUN 「METCALF clione & METCALF」PV
- NAOKY 「代官山でランチしなくてもいいし、六本木でミッドナイトしなくてもいい。」（MV出演）
- s-o-a「正しい生活 × 今川宇宙」（MV出演）

### その他
- 鍋をかこむ（2016年12月2日 - 7日、新宿眼科画廊） - 写真展。竹久直樹、カツミリナとの三人展、
- 「今川宇宙博覧会2021」（2021年10月22日 - 27日 新宿眼科画廊 スペースO) 初個展[28]

## 受賞歴
- ミスiD2015（岸田メル賞）[4]